# George Cukor
George Cukor (IPA: [ˈkjuːkɔːr]; New York, 1899. július 7. – Los Angeles, Kalifornia, 1983. január 24.) Oscar-díjas magyar származású amerikai filmrendező.

## Élete
New York-i magyar zsidó családban született. Apja Cukor Viktor Farkas (1872 Nagykálló), anyja Gross Helén (Tokaj 1874), nővére Elsie Cukor (1894 New York). A magyarországi kivándorlóknak nem volt még középső nevük, ezért apja George Dewey tábornok nevét választotta neki középső névként. Szülei otthon nyilván magyarul beszéltek, mert Szabó István Kadarkai Endrének adott interjúja szerint ő maga is beszélt magyarul, még öreg korában is. Vallása nem ismert, de tény, hogy Mia Farrow a keresztlánya volt. (Mia Farrow anyja után katolikus vallású.)
Színházi segédrendezőként kezdett el dolgozni, majd az 1920-as évektől kezdődően rendező lett a Broadwayen. 1926-ban F. Scott Fitzgerald A nagy Gatsbyjét állította színpadra Owen Davis forgatókönyve alapján, mellyel felkeltette a New York-i kritikusok figyelmét. A hangosfilm megjelenésével Hollywoodba ment. 1929-ben a Paramount Picturesnél dolgozott, mint dialógrendező, de hamarosan rendezővé lépett elő. Előszeretettel filmesített meg színdarabokat: Vacsora nyolckor (1933). Az asszonyok, Philadelphiai történet (1940) maradandóan a legkedveltebb hollywoodi filmek közé tartoznak.
1947 és 1954 között Cukor a forgatókönyvíró házaspár, Garson Kanin és Ruth Gordon segítségével több nagyszerű filmet készített, például az Ádám bordája című produkciót 1949-ben. 1953-ban operatőr barátjával George Hoyningen-Huene-nel és Gene Allen látványtervezővel elkészítették a Csillag születik című filmet.
A Broadwayen megtanulta becsülni a sztárok munkáját, így hatékonyan tudott együtt dolgozni Greta Garbóval, Joan Crawforddal, Katharine Hepburnnel és másokkal. Nem meglepő, hogy őt bízták meg a My Fair Lady (1964), George Bernard Shaw Pygmalion című színdarabjának musicalváltozatának a megrendezésére.

### Viszályok
Jól kijött a stúdióvezetőkkel, de mégis számos összetűzése akadt. Első munkaadóját, a Paramountot beperelte az Édes pásztoróra (1932) jogai miatt, mivel Ernst Lubitsch újrarendezett benne pár jelenetet. A stúdió válaszul felbontotta a szerződését, így átment az RKO Pictureshöz, és David O. Selznick szárnyai alá került, akit 1933-ban követett az MGM-hez. Amikor Selznick 1936-ban beindította stúdióját, Cukor neki és az MGM-nek is dolgozott, így a legjobban fizetett rendezők közé került.
Legismertebb összecsapása egy stúdióval akkor következett be, amikor Selznick alig 10 nappal a forgatás megkezdése után kirúgta Cukort az Elfújta a szél rendezői székéből. Elbocsátását a forgatókönyvvel szembeni kifogásával indokolták, de állítólag a fő ok Clark Gable-nek a rendező homoszexualitásával kapcsolatos fóbiái voltak. Joseph L. Mankiewicz szavai szerint Cukor „nagy hollywoodi rendezőnő volt”. Általános kritikai nézet szerint Cukor képességei „homoszexuális érzékenységéből” eredtek. Ennek ellensúlyozása céljából lett ösztönösen a „nők rendezője”.

### Hanyatlás
A stúdiórendszer felbomlása kedvezőtlenül érintették Cukort. Gene Allen művészeti rendezővel saját produkciós vállalatot alapított 1963-ban, azonban jelentősebb sikereket nem tudtak elérni. Kései filmjei megbuktak mind a kritikusok szemében, mind a mozipénztáraknál. 
Pályája azzal a rendszerrel hanyatlott le, amelyben felnevelkedett. 83 évesen halt meg.

## Filmjei
- Grumpy (1930)
- Virtuous Sin (1930)
- The Royal Family of Broadway (1930)
- Tarnished Lady (1931)
- Girls About Town (1931)
- A Bill of Divorcement (1932)
- Rockabye (1932)
- What Price Hollywood? (1932)
- One Hour with You (1932)
- Vacsora nyolckor (Dinner at Eight) (1933)
- Our Betters (1933)
- Little Women (1933)
- David Copperfield (1935)
- No More Ladies (1935)
- Sylvia Scarlett (1935)
- A kaméliás hölgy (Camille) (1936)
- Rómeó és Júlia (Romeo and Juliet) (1936)
- A szerelem beleszól (Holiday) (1938)
- Zaza (1939)
- Elfújta a szél (Gone with the Wind) (elkezdte, Victor Fleming és Sam Wood fejezte be) (1939)
- The Women (1939)
- Philadelphiai történet (The Philadelphia Story) (1940)
- Susan and God (1940)
- A kétarcú nő (Two-Faced Woman) (1941)
- A Woman’s Face (1941)
- Her Cardboard Lover (1942)
- Keeper of the Flame (1942)
- Gázláng (Gaslight) (1944)
- Winged Victory (1944)
- A Double Life (1947)
- Edward, My Son (1949)
- Ádám bordája (Adam’s Rib) (1949)
- Born Yesterday (1950)
- A saját élete (A Life of Her Own) (1950)
- The Model and the Marriage Broker (1951)
- The Marrying Kind (1952)
- Pat és Mike (Pat and Mike) (1952)
- The Actress (1953)
- Csillag születik (A Star Is Born) (1954)
- It Should Happen to You (1954)
- Bhowani csomópont (Bhowani Junction) (1956)
- A lányok (Les Girls) (1957)
- Wild Is the Wind (1957)
- A préri rózsája (Heller in Pink Tights) (1960)
- Szeressünk! (Let’s Make Love) (1960)
- The Chapman Report (1962)
- My Fair Lady (1964)
- Justine (1969)
- Utazások nagynénémmel (Travels with My Aunt) (1972)
- A kék madár (The Blue Bird) (1976)
- Gazdagok és híresek (Rich and Famous) (1981)